# Глоба Андрій Павлович
Глоба Андрій Павлович (14 лютого 1888, Ромни, Полтавської губернії Російської імперії, нині Сумської області — 9 лютого 1964, Москва) — російський поет, драматург, перекладач.

## Біографія
Глоба Андрій Павлович народився 14 лютого 1888 року в місті Ромни, Полтавської губернії Російської імперії, нині Сумської області в міщанській родині. Дебютував віршем в 1915 році. Друкувався в альманасі «Радянська драматургія», в колективній збірці «Весняний салон поетів», в якій брав участь і С. Єсенін (1919). Ранні вірші Андрія Глоби нагадують зразки східної поезії. Схід сприймається ним надзвичайно по-гурманськи. Поет описує Ніл, Візантію, Іспанію. Ліричні вірші Глоби, де він говорить про свої настрої і переживання, повні песимістичних мотивів, що було властиво тому часові. Його драматичні твори сповнені містичних пригод та історичної екзотики. Російський поет, представник «Срібної доби» російської поезії. У стильовому відношенні Глоба близький до акмеїзму. Андрій Глоба активно творив у 1910-1920-і роки, але набув особливо широкої популярності після війни, коли постановка його написаної в першому варіанті ще в 1930-х роках трагедія у віршах «Пушкін» в 1949 році в Театрі імені Єрмолової зі Всеволодом Якутом в головній ролі стала визначною подією культурного життя Москви тих років. Пєєса була приурочена останнім рокам Олександра Пушкіна і також була інсценізована у театрах України, зокрема в Київському російському драматичному театрі імені Лесі Українки. Глобі також належать драматичні вистави «День смерті Марата» (1920), трагедія «Тамара», водевіль «Любов, бакалавр і підмайстер шевського цеху» (1923), комедія «Вінчання Хьюга» (1924), трагедія-фарс «Петро Перший» (1929) та інші. Викликала інтерес глядачів п'єса Глоби «Остап», яка була створена на замовлення Білоруської драматичної студії і присвячена життю селян. Миколі Гоголю присвячена драма «Російський шлях» (Москва, 1959). Глоба — автор казки «Стрілець Федот і король Далмат». Це цікава вистава, з чарівними перетвореннями, з жартами і примовками, прислів'ями в особах, з бувальщиною в небилицях, з музикою, барабанним боєм, гарматною стріляниною, несусвітним гармидером".
А. П. Глоба переклав російською мовою окремі твори Тараса Шевченка («Марина» і «Якби ви знали, паничі»), Л. Глібова, І. Манжури, Я. Головацького, М. Чернявського, М. Стельмаха, Л. Забашти.
Серед друзів та близьких знайомих Глоби були В. Маас, Є. Нікітіна, В. Полонський, М. Соломонов, В.Лідін, М. Юдіна, В. Кочетов, І. Грінберг, М. Ульянов, К. Чуковський, С. Образцов, І. Матусевич, Т. Александрова, Ю. Айхенвальд, М. Ашукін, К. Ліпскеров, А. Бєлий, В. Якут та інші.

## Твори
1. Корабли издалека . — Петербург.- 1922
2. Збірка п'єс. — Москва.- 1922
3. День смерти Марата.- Москва.- 1920
4. Фамарь. — Москва.-1923
5. «Венчание Хьюга».- Москва. -1924
6. «Розита».-Москва. — 1926
7. «Петр-Петр».-Москва.- 1929